# We are not amused
We are not amused was de vijfde single van de symfonische rockgroep Kayak.
De single diende als een soort tussenpaus. Het album Kayak bevatte naast Wintertime geen muziek die uitgebracht kon worden als single. De muziek was daarvoor te complex. Het volgende album Royal Bed Bouncer liet door een personeelswisseling lang op zich wachten; Cees van Leeuwen werd vervangen. Bovendien zat EMI te wachten op een succesrijke single, dus kwam dit nummer tussendoor. Succes had de single echter niet; ze reikte tot de tipparade maar daar bleef het bij. Kayak zet zich in dit rocknummer af tegen de automatisering en de controle daarvan op de mensheid. De B-kant werd gevormd door Serenades, ook geschreven door Koopman en Scherpenzeel.
Het was niet meegenomen op de elpee Kayak, maar verscheen als bonustrack op de compact disc-versie van dat album in 1995.